# Jennifer Maia
Jennifer Apreciada Gonçalves de Maia (nacida el 6 de octubre de 1988)  es una luchadora brasileña de artes marciales mixtas que compite en el peso mosca de la división. Maia entrena en la Academia Chute Boxe en Brasil . Actualmente tiene un contrato firmado con The Ultimate Fighting Championship. A partir del 4 de agosto de 2020, ocupa el puesto número 3 en el ranking de peso mosca femenino de UFC.

## Carrera de Boxeo
El 29 de marzo de 2008, Maia hizo su debut en el boxeo profesional en Centri de Boxe en Curitiba, Brasil. Se enfrentó a Michelle Bonassoli en una pelea de ocho asaltos que fue a la distancia y la vio victoriosa por decisión unánime. 
Su segunda pelea fue contra Juliana de Aguiar, otra pelea de ocho asaltos en la que ganó por puntos. 
El último combate de box en el que compitió Maia antes de la transición a MMA fue el 5 de agosto de 2009. Derrotó a Lorena Nancy Lopez por nocaut técnico en el cuarto asalto.

## Carrera de Artes Marciales Mixtas
Maia hizo su debut profesional en MMA el 5 de diciembre de 2009. Ganó sus primeras cuatro peleas, terminando cada una de ellas en la primera ronda con tres presentaciones y un TKO.
El 28 de octubre de 2011, Maia sufrió su primera derrota ante su compatriota brasileña Vanessa Porto en Kumite MMA Combate. Fue derrotada por una barra de brazo de segunda ronda. 
Maia se recuperó con una victoria de sumisión de segunda ronda sobre Tatiane Porfirio Aguiar en Pink Fight 1 el 29 de enero de 2012. 
Maia estaba programada para enfrentarse nuevamente a Porto en una revancha en Pink Fight 2,  pero se retiró de la pelea para competir en el torneo de peso mosca femenino de Cage Warriors. 
En Cage Warriors Fight Night 4 el 16 de marzo de 2012, Maia sufrió una derrota por nocaut un tanto controvertida ante la futura luchadora de UFC Sheila Gaff . Al comienzo de la pelea, cuando ambos luchadores se encontraron en el centro de la jaula para tocar los guantes, Gaff descargó una ráfaga de golpes que dejaron inconsciente a Maia en solo 10 segundos. 
A continuación, Maia se enfrentó al futuro Campeonato de Peso Paja Femenino de UFC, Jéssica Andrade, el 15 de diciembre de 2012 en Samurai FC 9: Water vs. Fire. Ganó la pelea por decisión unánime. 

### Campeonatos de lucha de Invicta

#### Debut
Maia hizo su debut en Invicta Fighting Championships en Invicta FC 5: Penne vs. Waterson el 5 de abril de 2013 contra la ex campeona de peso paja de Bellator, Zoila Frausto Gurgel. Ganó la pelea por decisión unánime. 
Luego, Maia se enfrentó a Leslie Smith en una pelea contendiente # 1 por una oportunidad en el Flyweight Championship celebrado por Barb Honchak en Invicta FC 6: Coenen vs. Cyborg el 13 de julio de 2013.  Ella perdió la pelea por decisión unánime. 
Después de regresar de la escena regional en Brasil, en la que terminó con 2-0, Maia se enfrentó a DeAnna Bennett el 5 de diciembre de 2014 en Invicta FC 10: Waterson vs. Tiburcio .  Ella perdió la pelea por decisión unánime. 

#### Invicta FC Flyweight Champion
Tras la derrota, Maia volvió una vez más a la escena regional en Brasil, con marca de 3-0 antes de regresar a Invicta. Luego se enfrentó a Vanessa Porto el 11 de marzo de 2016 en Invicta FC 16: Hamasaki vs.Brown por el campeonato interino de peso mosca de Invicta FC en una revancha de su pelea de 2011.  Ella ganó la pelea por decisión unánime de capturar el título. 
Debido a que la campeona de peso mosca de Invicta FC, Barb Honchak, aún no puede competir en una pelea de unificación del título, Maia estaba programada para enfrentar a Roxanne Modafferi en una defensa de su título interino el 23 de septiembre de 2016 en Invicta FC 19: Maia vs. Modafferi.  Sin embargo, durante el pesaje oficial, se anunció que Barb Honchak había sido despojada de su título y que Maia ahora estaría defendiendo su campeonato indiscutible en el evento.  Maia defendió con éxito su título, ganando la pelea por decisión dividida. 
La siguiente defensa del título de Maia fue contra la invicta Agnieszka Niedźwiedź el 8 de diciembre de 2017 en Invicta FC 26: Maia vs. Niedzwiedz. Ganó la pelea por decisión unánime, defendiendo con éxito su título por segunda vez.
El 7 de julio de 2018, Maia dejó vacante su Campeonato de peso mosca de Invicta FC. 

### Campeonato de lucha definitivo
Maia firmó con The Ultimate Fighting Championship en 2018. 
Maia hizo su debut en UFC contra Liz Carmouche en UFC Fight Night 133 el 14 de julio de 2018.  Maia perdió la pelea por decisión unánime.
La USADA anunció el 15 de enero de 2019 que Maia había dado positivo durante una prueba de drogas fuera de competencia para múltiples sustancias prohibidas, que determinaron que se ingirieron a través de suplementos contaminados. Como resultado, fue suspendida seis meses retroactiva al 16 de agosto de 2018.
Maia se enfrentó a Alexis Davis el 23 de marzo de 2019 en UFC Fight Night 148 .  Ella ganó la pelea por decisión unánime.
Maia se enfrentó a Roxanne Modafferi el 20 de julio de 2019 en UFC por ESPN 4 en una revancha de su pelea por el Campeonato de peso mosca Invicta FC 2016 , que Maia ganó por decisión dividida.  En los pesajes, Maia pesaba 129 libras, 3 libras por encima del límite de pelea sin título de peso mosca de las mujeres de 126. Como resultado, fue multada con el 30 por ciento de su bolso, y la pelea continuó con una pelea de peso.  Ella ganó la pelea por decisión unánime.
Como primera pelea de su nuevo contrato de seis peleas con UFC, Maia se enfrentó a Katlyn Chookagian el 2 de noviembre de 2019 en UFC 244 .  En el pesaje, Maia pesó 127,2 libras, 1,2 libras por encima del límite de 126 peleas sin título de peso mosca. Perdió la pelea por decisión unánime.
Maia estaba programado para enfrentarse a Viviane Araújo el 27 de junio de 2020 en UFC por ESPN: Poirier vs. Hooker. Sin embargo, la pelea fue reprogramada a mediados de junio para tener lugar el 1 de agosto de 2020 en UFC Fight Night: Brunson vs. Shahbazyan luego de que ambos participantes enfrentaran restricciones de viaje relacionadas con la pandemia de COVID-19 .  Posteriormente, Araújo fue retirado de la tarjeta a mediados de julio después de dar positivo por COVID-19 y reemplazado por Joanne Wood.  Ella ganó mediante una sumisión por barra de brazo en la primera ronda.  Esta victoria le valió el premio Performance of the Night . 
Maia se enfrentó a Valentina Shevchenko por el Campeonato de peso mosca femenino de UFC el 21 de noviembre de 2020 en UFC 255 .Maia perdió la pelea por decisión unánime.
Maia se enfrentó a Jessica Eye el 10 de julio de 2021 en el evento UFC 264. Ganó el combate por decisión unánime.
Maia se enfrentó a Katlyn Chookagian el 15 de enero de 2022 en el evento UFC on ESPN: Kattar vs. Chikadze. Perdió el combate por decisión unánime.
Maia se enfrentó a Manon Fiorot el 26 de marzo de 2022 en el evento UFC Fight Night: Blaydes vs. Daukaus . Perdió el combate por decisión unánime.

## Campeonatos y logros
- Ultimate Fighting Championship
  - Actuación de la noche (una vez) vs. Joanne Calderwood

- Campeonatos de lucha de Invicta
  - Campeonato mundial de peso mosca de Invicta FC (una vez)
  - Dos exitosas defensas del título
  - Campeonato mundial interino de peso mosca de Invicta FC (una vez)
  - Pelea de la noche (dos veces) contra Vanessa Porto y Roxanne Modafferi
  - Rendimiento de la noche (una vez) vs Agnieszka Niedźwiedź

## Récord profesional en las Artes Marciales Mixtas
| Resultado | Récord | Oponente                | Método                                 | Evento                                  | Fecha                    | Ronda | Tiempo | Localización                            | Notas |
| --------- | ------ | ----------------------- | -------------------------------------- | --------------------------------------- | ------------------------ | ----- | ------ | --------------------------------------- | --- |
| Derrota   | 19-9-1 | Manon Fiorot            | Decisión (unánime)                     | UFC Fight Night: Blaydes vs. Daukaus    | 26 de marzo de 2022      | 3     | 5:00   | Columbus, Ohio, Estados Unidos          | |
| Derrota   | 19–8–1 | Katlyn Chookagian       | Decisión (unánime)                     | UFC on ESPN: Kattar vs. Chikadze        | 15 de enero de 2022      | 3     | 5:00   | Las Vegas, Nevada , Estados Unidos      | |
| Victoria  | 19–7–1 | Jessica Eye             | Decisión (unánime)                     | UFC 264                                 | 10 de julio de 2021      | 3     | 5:00   | Las Vegas, Nevada , Estados Unidos      | |
| Derrota   | 18–7–1 | Valentina Shevchenko    | Decisión (unánime)                     | UFC 255                                 | 21 de noviembre de 2020  | 5     | 5:00   | Las Vegas, Nevada , Estados Unidos      | Por el Campeonato de Peso Mosca de Mujeres de UFC.                                                                           |
| Victoria  | 18–6–1 | Joanne Wood             | Sumisión (barra de brazo)              | UFC Fight Night: Brunson vs. Shahbazyan | 1 de agosto de 2020      | 1     | 4:29   | Las Vegas, Nevada , Estados Unidos      | Actuación de la noche. |
| Derrota   | 17–6–1 | Katlyn Chookagian       | Decisión (unánime)                     | UFC 244                                 | 2 de noviembre de 2019   | 3     | 5:00   | Nueva York, Nueva York , Estados Unidos | Combate de peso capturado (127,2 libras); Maia perdió peso.                                                                  |
| Victoria  | 17–5–1 | Roxanne Modafferi       | Decisión (unánime)                     | UFC on ESPN: dos Anjos vs. Edwards      | 20 de julio de 2019      | 3     | 5:00   | San Antonio, Texas , Estados Unidos     | Combate de peso capturado (129 lb); Maia perdió peso.                                                                        |
| Victoria  | 16–5–1 | Alexis Davis            | Decisión (unánime)                     | UFC Fight Night: Thompson vs. Pettis    | 23 de marzo de 2019      | 3     | 5:00   | Nashville, Tennessee , Estados Unidos   | |
| Derrota   | 15-5-1 | Liz Carmouche           | Decisión (unánime)                     | UFC Fight Night: dos Santos vs. Ivanov  | 14 de julio de 2018      | 3     | 5:00   | Boise, Idaho , Estados Unidos           | |
| Victoria  | 15–4–1 | Agnieszka Niedźwiedź    | Decisión (unánime)                     | Invicta FC 26: Maia vs. Niedzwiedz      | 8 de diciembre de 2017   | 5     | 5:00   | Kansas City, Misuri , Estados Unidos    | Defendió el campeonato de peso mosca de Invicta FC . Actuación de la noche.                                                  |
| Victoria  | 14–4–1 | Roxanne Modafferi       | Decisión (dividida)                    | Invicta FC 19: Maia vs. Modafferi       | 23 de septiembre de 2016 | 5     | 5:00   | Kansas City, Misuri , Estados Unidos    | Defendió el campeonato de peso mosca de Invicta FC . Pelea de la noche.                                                      |
| Victoria  | 13–4–1 | Vanessa Porto           | Decisión (unánime)                     | Invicta FC 16: Hamasaki vs. Brown       | 11 de marzo de 2016      | 5     | 5:00   | Las Vegas, Nevada , Estados Unidos      | Ganó el campeonato interino de peso mosca de Invicta FC . Pelea de la noche. Posteriormente ascendió a campeón indiscutible. |
| Victoria  | 12–4–1 | Dayana Silva            | Decisión (mayoritaria)                 | Imortal FC 2: Kamikaze                  | 13 de diciembre de 2015  | 3     | 5:00   | São José dos Pinhais , Brasil           | Pelea de peso gallo. |
| Victoria  | 11–4–1 | Marta Souza             | TKO (puñetazos)                        | Samurai FC 12: Hearts on Fire           | 10 de octubre de 2015    | 1     | 2:51   | Curitiba , Brasil                       | Combate de peso capturado (132 lb).                                                                                          |
| Victoria  | 10–4–1 | Stephanie Bragayrac     | KO (rodillazo)                         | Imortal FC 1: The Invasion              | 13 de junio de 2015      | 2     | 2:07   | São José dos Pinhais , Brasil           | |
| Derrota   | 9–4–1  | DeAnna Bennett          | Decisión (unánime)                     | Invicta FC 10: Waterson vs. Tiburcio    | 5 de diciembre de 2014   | 3     | 5:00   | Houston, Texas , Estados Unidos         | |
| Victoria  | 9–3–1  | Elaine Albuquerque      | Decisión (unánime)                     | Talent MMA Circuit 9                    | 23 de agosto de 2014     | 3     | 5:00   | São José dos Pinhais , Brasil           | |
| Victoria  | 8–3–1  | Mariana Morais          | Sumisión (estrangulamiento por detrás) | Talent MMA Circuit 9                    | 10 de mayo de 2014       | 2     | 2:18   | São José dos Pinhais , Brasil           | |
| Derrota   | 7–3–1  | Leslie Smith            | Decisión (unánime)                     | Invicta FC 6: Coenen vs. Cyborg         | 13 de julio de 2013      | 3     | 5:00   | Kansas City, Misuri , Estados Unidos    | Eliminatoria del título de peso mosca de Invicta FC .                                                                        |
| Victoria  | 7–2–1  | Zoila Frausto           | Decisión (unánime)                     | Invicta FC 5: Penne vs. Waterson        | 5 de abril de 2013       | 3     | 5:00   | Kansas City, Misuri , Estados Unidos    | |
| Victoria  | 6–2–1  | Jéssica Andrade         | Decisión (unánime)                     | Samurai FC 9: Water vs. Fire            | 15 de diciembre de 2012  | 3     | 5:00   | Curitiba , Brasil                       | |
| Derrota   | 5–2–1  | Sheila Gaff             | KO (puñetazos)                         | Cage Warriors Fight Night 4             | 16 de marzo de 2012      | 1     | 0:10   | Dubái, Emiratos Árabes Unidos           | Semifinal del torneo de peso mosca femenino de la CWFC                                                                       |
| Victoria  | 5–1–1  | Tatiane Porfirio Aguiar | Sumisión (barra de brazo)              | Pink Fight 1                            | 29 de enero de 2012      | 2     | 1:17   | Porto Seguro , Brasil                   | |
| Derrota   | 4–1–1  | Vanessa Porto           | Sumisión técnica (barra de brazo)      | Kumite MMA Combate                      | 28 de octubre de 2011    | 2     | 3:55   | Porto Alegre , Brasil                   | |
| Empate    | 4–0–1  | Kalindra Faria          | Empate                                 | Power Fight Extreme 4                   | 20 de noviembre de 2010  | 3     | 5:00   | Curitiba , Brasil                       | |
| Victoria  | 4-0    | Alessandra Silva        | Sumisión (barra de brazo)              | Gladiators Fighting Championship 2      | 16 de octubre de 2010    | 1     | 1:50   | Curitiba , Brasil                       | |
| Victoria  | 3-0    | Jenifer Haas            | Sumisión (puñetazos)                   | Challenge Mixed Martial Arts            | 7 de agosto de 2010      | 1     | 1:18   | Curitiba , Brasil                       | |
| Victoria  | 2-0    | Alessandra Silva        | Sumisión (estrangulamiento por detrás) | Power Fight Extreme 2                   | 13 de marzo de 2010      | 1     | 4:03   | Curitiba , Brasil                       | |
| Victoria  | 1–0    | Suelen Pinheiro Ribeiro | TKO (puñetazos)                        | Brave FC 4: Explosion                   | 5 de diciembre de 2009   | 1     | 2:01   | Curitiba , Brasil                       | |